# Heef

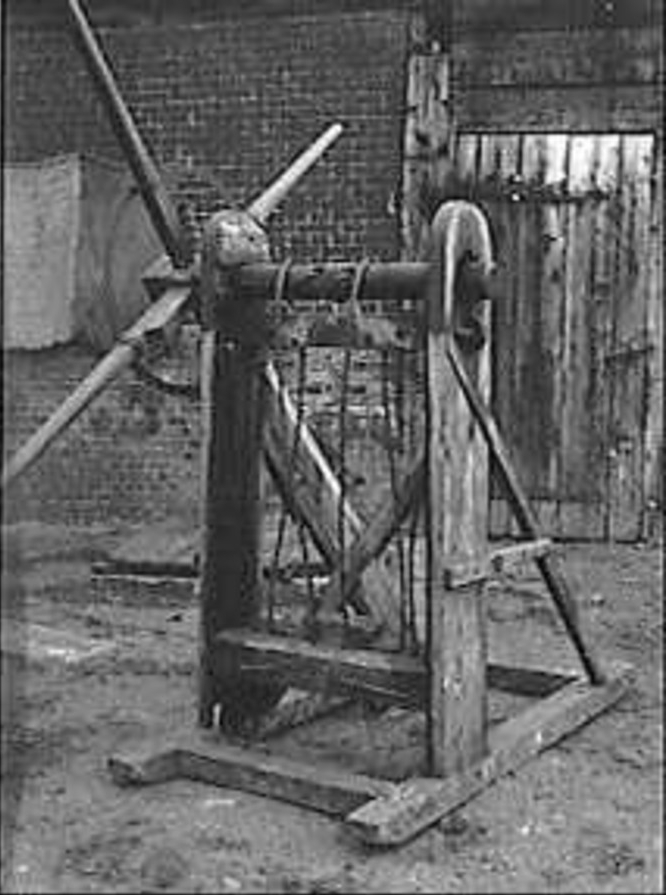
Een heef in IJsselstein (provincie Utrecht) met links het spaakwiel

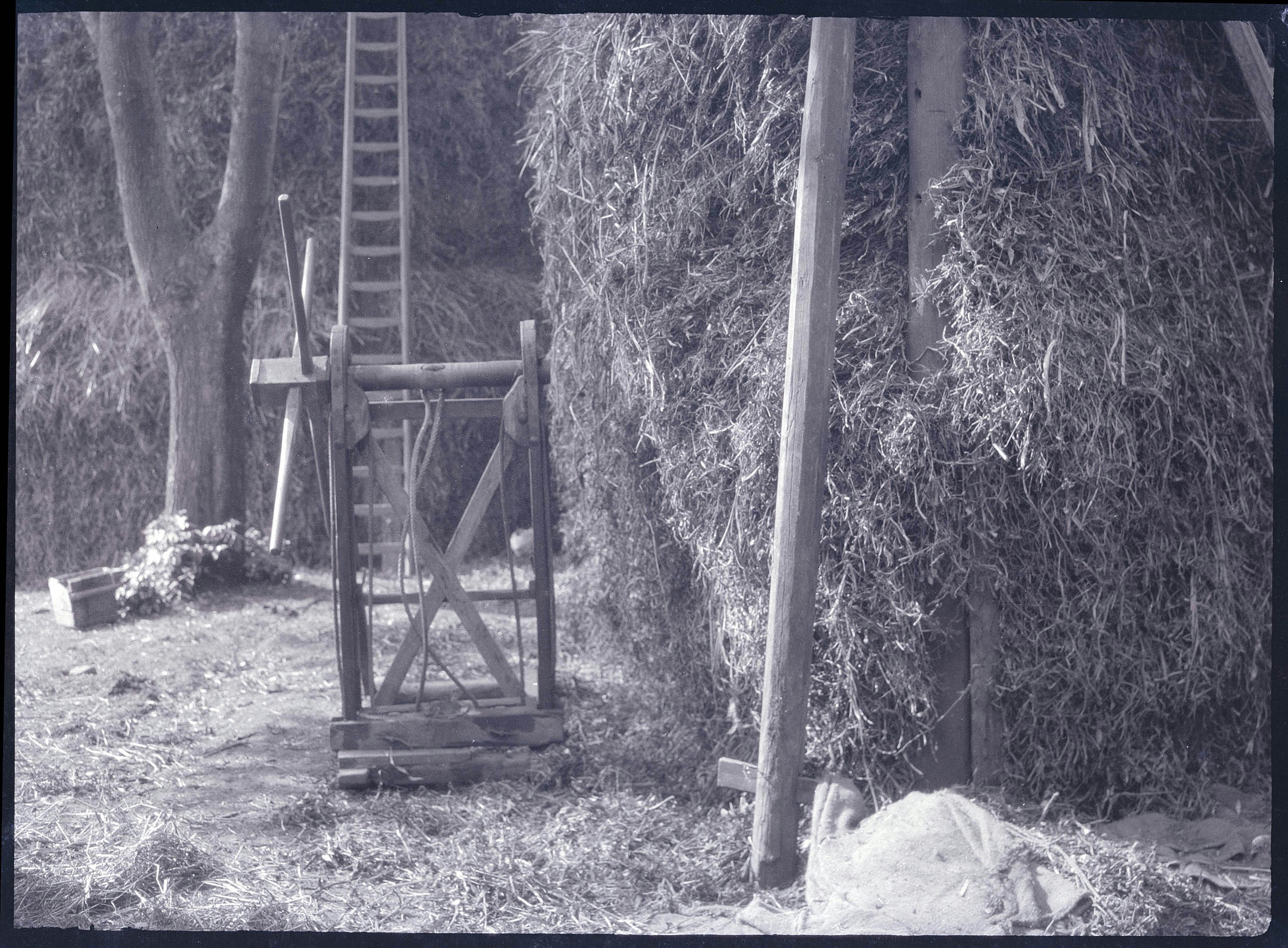
Een heef op de Zuid-Hollandse boerderij Jagtlust in Noordeinde (voor de ladder)

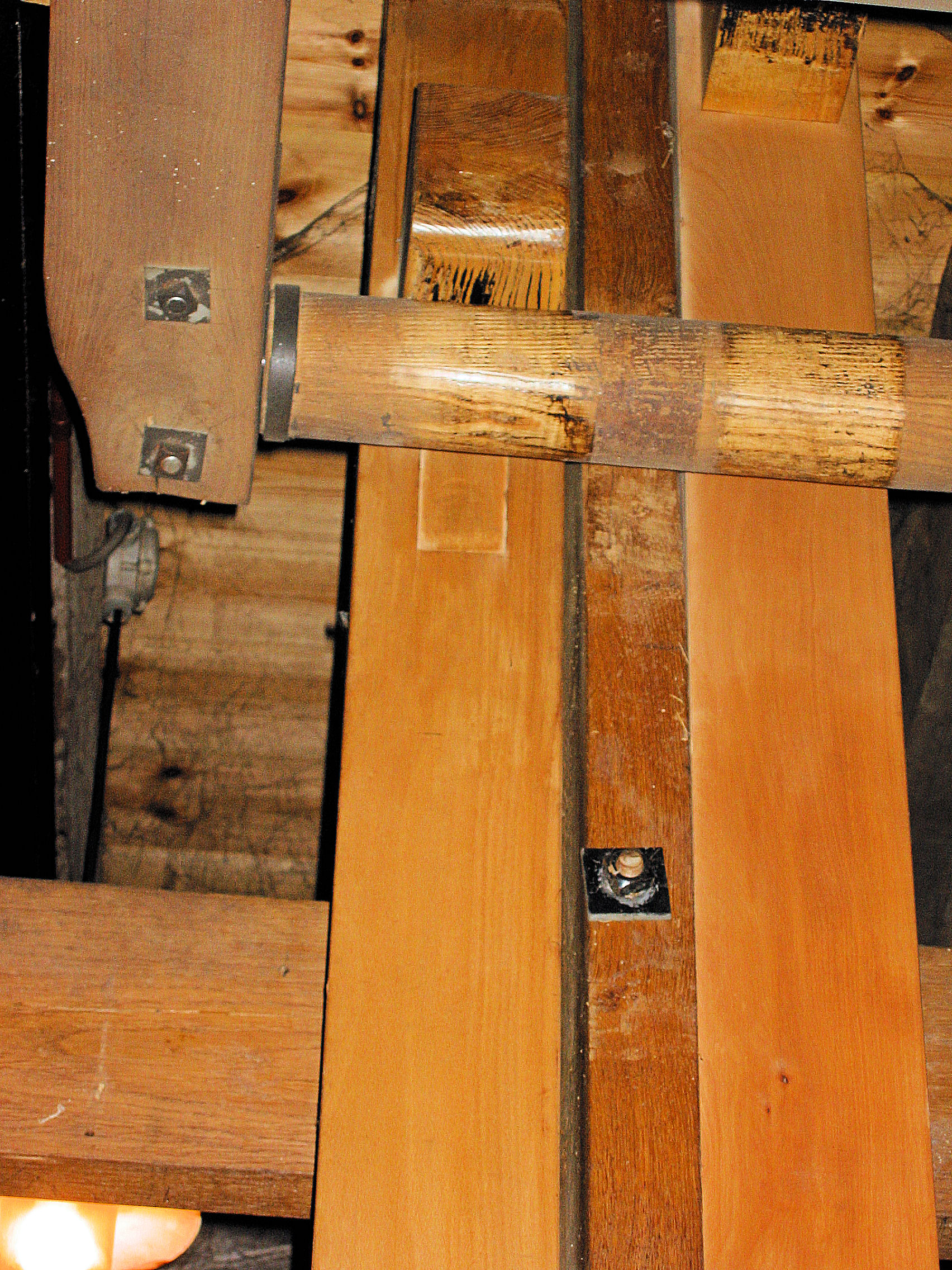
Heef van de Holten's Molen

Een heef of heeft (van het werkwoord heffen, 'optillen') is een paal met een windwerk bestaande uit een spaakwiel op een as die wordt gebruikt om de kap van een hooiberg op-en-neer te bewegen.
De heef wordt bij een hoekpunt van de kap geplaatst, waarna aan het spaakwiel wordt gedraaid. Door aan het wiel te draaien, wordt door middel van een om de as gewikkeld touw een eronder hangende horizontale balk omhooggetrokken, waarop een lange, losse, rechtopstaande, getande paal is geplaatst, die tot onder de kap reikt. De paal duwt de kap vervolgens omhoog. Het is mogelijk de zware kap op deze manier omhoog te duwen doordat het touw via meerdere katrollen naar de eronder hangende balk loopt, waardoor minder kracht nodig is om de balk omhoog te trekken (vergelijkbaar met een hefboom). Dit werktuig wordt of werd vooral in Zuid-Holland gebruikt. Men spreekt ook wel van een bergheef.
Voor het omhoog brengen van de hooibergkap worden ook wel andere werktuigen gebruikt, zoals een rikrak (werkend met een hefboom) of een lier.

## Oliemolen
Een heef bij een oliemolen is een op de wentelas zittend raamwerk met daarin gevat een houten rol, die de heien of stampers in een oliemolen optilt. Bij het verder draaien van de wentelas valt de hei of stamper weer omlaag, om met een klap in een stamperpot of op een slag- of losbeitel terecht te komen. Meestal zitten er in de plaats van een heef spaken op de wentelas.

## Andere betekenissen
Andere betekenissen van heef zijn een driehoekig schepnet aan een stok en (zuur)gist om deeg te doen rijzen.